# Le Massegros
Le Massegros is een plaats en voormalige gemeente in het Franse departement Lozère (regio Occitanie) en telt 322 inwoners (1999). De plaats maakt deel uit van het arrondissement Florac.

## Geschiedenis
Le Massegros is op 1 januari 2017 gefuseerd met de gemeenten Le Recoux, Saint-Georges-de-Lévéjac, Saint-Rome-de-Dolan en Les Vignes tot de gemeente Massegros Causses Gorges. 

## Geografie
De oppervlakte van Le Massegros bedraagt 17,8 km², de bevolkingsdichtheid is 18,1 inwoners per km².
De onderstaande kaart toont de ligging van Le Massegros met de belangrijkste infrastructuur en aangrenzende gemeenten.

## Demografie
Onderstaande figuur toont het verloop van het inwonertal.